# Werner Zielke
Werner Zielke (* 31. Dezember 1929) ist ein ehemaliger deutscher Fußballspieler.

## Spielerkarriere
Seine Karriere begann Werner Zielke beim BFC Viktoria 1889. 1952 wechselte er zu Tennis Borussia Berlin. Dort konnte er sich aber nicht richtig durchsetzen und absolvierte lediglich 14 Ligaspiele, woraufhin Zielke nach zwei Jahren zu seinem Stammverein zurückkehrte.
Dort sollte er seine erfolgreichste Zeit als Spieler erleben. So wurde er mit der Viktoria zweimal Berliner Meister und qualifizierte sich damit für die Endrunde um die Deutsche Meisterschaft. 1955 musste man sich allerdings in allen sechs Gruppenspielen Kaiserslautern, dem Hamburger SV und sogar dem SV Sodingen geschlagen geben und so mit 0 Punkten zurück nach Berlin fahren. Im nächsten Anlauf 1956, Zielke stand bei vier von sechs Partien im Tor, erreichte man immerhin zwei Punkte, wobei man dem späteren Meister Borussia Dortmund auswärts ein Unentschieden abringen konnte.
Insgesamt bestritt Werner Zielke in zwei Anläufen in der Vertragsliga Berlin 48 Spiele für Viktoria.
Im Jahr 1957 verließ er Viktoria zum zweiten Mal und heuerte bei Hertha BSC an. Dort konnte sich Zielke aber zunächst nicht durchsetzen. Selbst als Stammtorhüter Kurt Großmann für ein Spiel ausfiel, spielte im Tor der Routinier Heinz Götsch. In der folgenden Saison stand Zielke dann überraschend vom ersten Spieltag an im Tor, verlor diesen Platz dann aber bereits nach dem dritten Spieltag und einem desaströsen 2:5 bei Hertha 03 Zehlendorf. Insgesamt brachte es Zielke auf elf Ligaspiele in dieser Saison. Da statt seiner der zehn Jahre jüngere Wolfgang Tillich als Großmanns Nachfolger gehandelt wurde, kehrte Zielke der Alten Dame den Rücken zu.

## Erfolge
Berliner Meister: 1955, 1956